# Lilit
Lilit (hebr. לילית), ženski demon, prva Adamova žena koja je, poput njega, stvorena iz zemlje te je na osnovu toga zahtijevala ravnopravnost s njim. No kako se nije uspjela izboriti za jednak položaj, u ljutnji je napustila raj. Jahve je poslao tri anđela po nju kako bi je vratio Adamu, ali ona se odbila vratiti pa ju je Bog prokleo.
Najčešće se opisuje kao lijepa žena duge crvene kose s donjim dijelom tijela u obliku zmije.

## Babilonska mitologija
U babilonskim mitovima nazivana je djevom uništenja, koja krade djecu, osobito žensku u dobi od dva do tri tjedna, zavodi i ubija muškarce koje sreće na raskrižjima.

## Židovska mitologija
Lilit je važan lik u židovskoj demonologiji. Prvi put spominje se oko 700. pr. Kr. , a simbolizira mračni aspekt božice Majke. Predstavlja Adamovu prvu ženu koja je, jer je stvorena na isti način, tražila ravnopravnost s njim. Kada nije uspjela u tome, bijesno je napustila Eden. Tada se Adam požalio Bogu na njen odlazak, pa je Bog poslao tri anđela (Sanvi, Sasanvi i Semangelaf) da je vrate natrag. Našli su je na obali Crvenog mora i zaprijetili joj da će svakog dana umrijeti stotinu njene demonske djece (lilim) ako se ne vrati Adamu. Ona je odbila vratiti se pa ju je Bog prokleo. Otada, Lilit je postala demon koji mrzi čovječanstvo i ubija djecu i zavodi muškarce.
Kasnije je postala ženom Samaela koji je u obliku zmije zaveo Evu. Nakon što je Adam s Evom prognan iz raja, Lilit je još jednom spavala s njim i tako rodila zloduhe Sedime. Druga njena djeca nazvana su Lilini, a imala su ljudsko tijelo, stražnjicu poput čereka i krila.
U hebrejskom Starom zavjetu riječ lilit pojavljuje se točno jednom, u Izaiji 34:14.  U standardnom prijevodu ostaje nepreveden (Iz 34,14 EU), kao i u nekim drugim prijevodima.  Luther je preveo "Kobolda", drugi prijevodi biraju druge parafraze, na primjer B. Nada za sve "duhove". Često se navodi zastarjelo tumačenje u biblijskim enciklopedijama da je pojam Lilit izveden iz semitskog "noć", što je sada ispravljeno.  U engleskim prijevodima Biblije, riječ se obično prevodi kao (noćna) životinja.
Češće je zastupljena u postbiblijskoj literaturi, gdje se spominje kao demon noći (od hebr. "layil", noć).

## Srednjovjekovni mitovi
U srednjovjekovnim mitovima, Lilit je postala noćni demon koji leti noću u obliku sove i otima djecu. Prema vjerovanju, ako se dijete smijalo za vrijeme sabata ili mladog mjeseca, značilo je da se igralo s Lilit. Također, vjerovalo se da Lilit spava s usnulim muškarcima.